# 金九
金九（韓語：김구，1876年8月29日—1949年6月26日），本名昌洙（창수），幼名昌巖（창암），別號白凡（백범），又號斗來（두래），通稱金九，本貫安東金氏，韓國獨立運動家、政治家，大韩民国临时政府的领导人，被現代韓國人尊稱為「韓國國父」。
金九出生于朝鲜王朝末期黃海道海州，早年曾参加东学党起义，以及各种反日救国运动，多次入狱。1919年朝鲜爆发三一运动后，金九流亡中国，起初担任大韩民国临时政府警务局长，1923年后开始担内务总长。1926年12月，他在李东宁的劝说下出任国务领，成为大韩民国临时政府的最高首脑。直至1945年日本无条件投降，大韩民国临时政府一直由他实际领导，并与中國國民黨领导的中華民國國民政府，以及中国共产党都保持着良好的关系。
1945年日本投降后，金九返回韩国，致力于建立南北统一政府。但由于美苏两国占据朝鲜半岛南北，其夙愿未能实现。美国不承认大韩民国临时政府的合法性，金九未能进入美国支持建立的韩国李承晚政权。其后金九继续为南北统一奔走，与朝鲜劳动党等一起召开“四月南北联席会议”，发表宣言要求南北统一、苏美势力撤出朝鲜半岛，但未受到苏美的支持。1949年6月26日，金九遭韩国右翼势力暗杀。
1962年3月1日，朴正熙政府追授金九大韩民国建国勋章。金九在朝鲜民主主义人民共和国亦被尊敬，金日成尊称金九是革命的老前辈，并肯定他对南北统一的努力。

## 出身
1876年8月29日（阴历7月11日），金九出生于朝鲜黃海道海州的一个贫苦农民家庭，是家中独子。他的家族原本是舊安東金氏中的望族，是新罗敬顺王以及高麗末期、朝鮮王朝初期文臣金士衡（安東金氏翼元公派始祖）的后裔，金九是該氏族的第二十五代人:48。然而，在朝鲜王朝中期有族人金自点因叛逆罪被处死后，他的家族为躲避株连而逃到海州，隐瞒两班身份当了农民。:4:37-39:4-5
金九九岁时开始学习韩文和《千字文》。受家族两班历史背景的影响，金九自幼就希望通过读书摆脱农民命运。他经常要求父亲送他去读书，但村里并没有平民子弟的学校。不过，他的父亲最终还是为他请了位先生，并募集本村和邻村平民子弟，设立了一所平民书院。上学期间，金九曾一度由于父亲生病被迫辍学，后又重返书院。之后，金九又跟随离家10里外的一位当地很有名的远亲文人学习。:267-271:11-14
1892年，金九参加了朝鲜王朝最后一次科举考试，“壬辰庆科”。当时的科举已经腐化成钱权交易的场所，金九最终落第。他的父亲后向他推荐学习风水。《麻衣相书》的一句“相好不如身好；身好不如心好”使一蹶不振的金九大受启迪。他此后开始研读《孙子兵法》、《吴子兵法》、《三略》、《六韬》等兵书。:39-40:14-17

## 早年生涯
1893年，金九加入东学教，后成为黄海道15大“接主”之一。次年，朝鲜爆发甲午农民起义（东学党起义）。以东学教徒为主的朝鲜贫苦农民打着“尽灭权贵”、“逐灭倭夷”的口号，发动了历时一年多的反封建、反侵略斗争。全琫准率领农民军队一度攻占朝鲜太祖李成桂祖籍地全罗道首府全州。金九亦率领东学教徒在家乡八峰山举义。:5-6:40-41:276-281
东学党起义受挫后，金九投靠海州信川郡“安进士”——安泰勋（安重根的父亲）。期间，他结识了一位老者高能善。在高先生的指教下，金九决定去中国寻求救国之路。在中国东北期间，他曾参与金利彦反日义兵武装队伍，攻打慈江道首府江界市的战斗。由于金利彦不听金九的建议，指挥失利，反日义兵伤亡惨重。:285-298:27-44:41-42

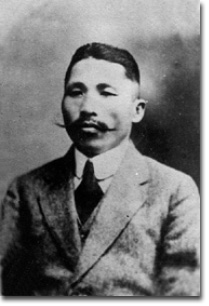
金九，1919年

金九回到信川郡后，正值乙未事变后日本扶植的金弘集政权实施断发令。由于在断发令问题上与安进士看法相左，金九决定重回中国东北。在鸱河浦的一个旅店，他遇到一位携带军刀假扮成朝鲜人的日本人。金九觉得此人可疑，可能是杀害明成皇后的凶手或帮凶。他于是在众目睽睽之下，将其杀死以“为国母报仇”。从其行李中，金九认定此人是日本陆军中尉土田让亮。此后，他张贴布告并留下自己的地址与姓名后，回了家。三个月后，他被捕入狱，后被判死刑。在执行死刑前，高宗考虑他是为国母报仇特赦了他。金九被特赦后，各方都努力令其获得释放，但由于日方阻挠一直未果。最后，金九在一位朝鲜武官金周卿的劝说下越狱，结束两年的铁窗生涯。:298-321:48-79:42-45
越狱后，金九在忠清道公州郡麻谷寺削发为僧，后经人推荐成为平壤灵泉寺的主持。1899年秋，他在父母的劝说下还俗返乡。1903年，金九应友人之邀移居长渊邑，在一家公立学校教书，次年与崔遵礼结婚。1905年日本强迫朝鲜签订《乙巳条约》后，金九开始投身各种救国运动。1907年4月，他与安昌浩、梁起铎、李东宁等人成立新民会。1909年10月安重根在哈尔滨火车站击毙伊藤博文后，金九被日本人当做“安重根同党”逮捕入狱，一个多月后因缺乏证据而被释放。1910年12月27日，朝鲜独立志士在西北部试图暗杀朝鲜总督寺内正毅但未遂。日本人开始大规模逮捕朝鲜独立志士。1911年1月，金九、梁起铎、李东辉等600多名新民会成员被捕，新民会被解散。日本警察以违反保安法和与安明根谋杀寺內正毅未遂罪判处他17年徒刑。1912年日本明治天皇和皇后相继去世，日本人对囚犯相继实行两次大赦，金九的服刑期最终被减至5年，后于1914年7月出狱。:321-355:90-177:46-49

## 流亡中国
金九出狱后行动依然受到日本人的监视。1919年，朝鲜爆发大规模的反日三一运动。他得知朝鲜独立志士正在上海筹建大韩民国临时政府后，于同年3月离开朝鲜，4月13日到达上海。同年8-9月在大韩民国临时政府第六次临时议政院会议上，金九被任命为临时政府警务局长。1922年，金九以“韩人社会党贪污列宁汇来的独立运动资金作他用”为由，指使手下吴冕稙与卢鍾均在上海枪杀了担任韩人社会党干部的共产主义者金立。1923年，金九开始担任临时政府内务总长。1926年12月，他在李东宁的劝说下出任临时政府国务领，成为大韩民国临时政府的最高首脑。直至1945年日本无条件投降，大韩民国临时政府一直由他实际领导。1928年3月25日，金九与李东宁、安昌浩、赵素昂等人成立“韩国独立党”，并担任该党常务理事。:355- 401:178-202:49-52
1931年九一八事变后，日军占领了韩国独立运动重要的根据地中国东北，使韩国独立运动陷入极度低潮。为开辟新的斗争方式，金九成立了韩人爱国团敢死队。1932年1月8日，韩人爱国团成员李奉昌在日本东京樱田门投掷手榴弹袭击裕仁天皇，引起轰动。1932年4月29日，韩人爱国团成员尹奉吉在上海虹口公园将日本上海派遣军司令白川义则大将和上海日本居留民团团长河端贞次炸死，并将日本海军第三舰队司令野村吉三郎中将、日本陆军第九师师长植田谦吉中将、日本驻华公使重光葵、日本上海总领事村井仓松和日本居留民团书记长友野盛炸残或炸伤。事后，金九发表了公开声明表示对这两次事件负责。日本警察悬赏60万元捉拿他。金九随后到浙江嘉兴避难，不久又转移至南京。:402- 430:203-230:53-55:137-141

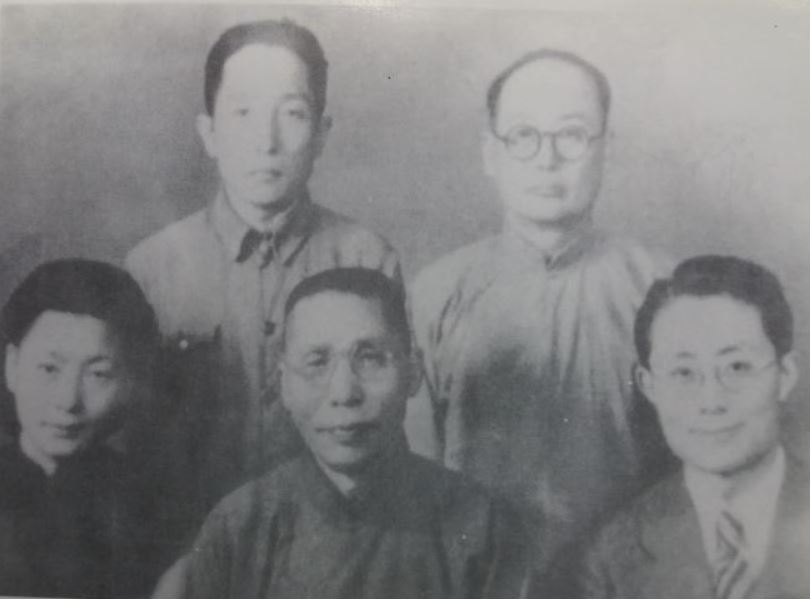
金九与帮助生产尹奉吉虹口公园爆炸事件炸弹的中国技术人员合影

虹口公园爆炸事件后，蔣中正政府对金九领导的韩国独立运动变得非常支持。1933年5月，蔣中正在南京中央陆军军官学校秘密会见了金九，并同意在中央陆军军官学校洛阳分校开设韩国独立军特别班，为韩国独立运动培养军事人才。1935年11月，金九与李东宁等人一起创建“韩国国民党”，并出任该党理事长。1937年7月，日本发动全面侵华的卢沟桥事变后，金九开始将韩国国民党与赵素昂、洪震领导的韩国独立党，以及李青天、柳东悦等领导的朝鲜革命党三党合并，并于同年8月17日成立“韩国光复战线”，与中國國民黨军队联合抗日。:429-439:56:191-201
1937年11月，南京告急国民党政府迁往重庆后，韩国光复战线转到长沙避难。1938年5月6日，金九在与李青天、李始荣、赵素昂等三党要人聚餐时遭到朝鲜左翼的刺杀，胸部中弹险些丧命。在长沙避难8个月后，日军开始空袭长沙，金九领导的临时政府于1938年7月被迫迁往广州。但2个月后广州便告急，临时政府辗转柳州、綦江，最后到国民党陪都重庆避难。1939年“韩国光复战线”还曾试图与金元凤领导的左翼“朝鲜民族战线联盟”联合，但未成功。1940年5月8日，韩国国民党、韩国独立党和朝鲜革命党三党正式合并更名为“韩国独立党”。1940年9月17日，金九在中國國民黨的支持下在重庆成立了韩国光复军。1941年12月9日，临时政府正式宣布了《对日宣战声明书》，与中、英、美等同盟国结成反法西斯阵线。1943年9月，韩国光复军应驻印英军邀请，派出9人组成的武装队奔赴印缅战区。:441- 454:235-255:56-57

## 半岛光复后
1945年8月15日，日本宣布无条件投降后，朝鲜半岛得以解放。同年9月3日在日本正式签署战败投降书的第二天，金九在重庆以临时政府主席身份发表《告国内外同胞书》，表示临时政府将尽早回国，以“独立国家、民主政府、均等社会为原则之新宪章”建立临时过渡政府，并将大韩民国临时政府一切权力转交给过渡政府。金九回国临行前，蔣中正、宋慶齡，以及周恩来、董必武等中國國民黨和中國共产党政要分别为金九举行了送别宴会。同年11月5日，金九等临时政府人员一行乘坐中國國民黨提供的飞机从重庆飞往上海，10多天后，乘坐美军运输机返回韩国。由于美军政府有意在南部扶持李承晚建立亲美政权，对金九临时政府回国一事进行了封锁。11月23日，金九一行抵达金浦机场时，并没有民众前来迎接。金九回国后的当晚，美军政府才发表声明说金九等临时政府一行已回国，并强调是以“个人身份”回国。在民众的强烈要求下，美军政府让金九通过广播向全国发表了两分钟的讲话。回国后，金九接见了李奉昌、尹奉吉、金周卿的遗属，并将尹奉吉、李奉昌和白贞基的遗骸运回国安葬。:468-481:257-263:59-60

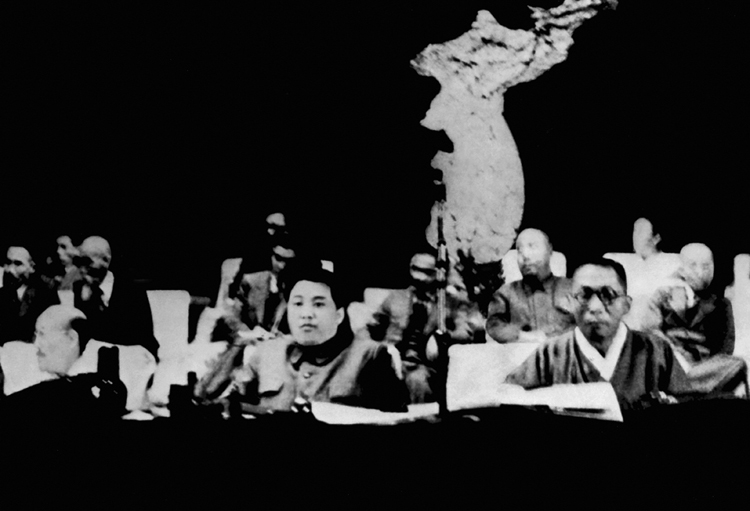
四月南北联席会议上的金九和金日成

1947年和1948年，金九先后发表了《我的夙愿》和《泣告三千万同胞书》，呼吁在朝鲜半岛建立独立、自主、统一的国家，反对南部建立“单独政府”。北方的“朝鲜民主主义民族战线”很欢迎他的倡议。1948年4月20-23日，金九参加了在平壤举行的“四月南北联席会议”，除李承晚的“大韩独立促成国民会”和金性洙的“韩国民主党”之外的南北方56个左右翼团体参加了此次联会。大会通过了抗议联合国干涉朝鲜半岛问题，反对南方成立李承晚“单独政府”，要求美、苏尽早从朝鲜半岛撤军的3项决议。不过，同年5月9日，李承晚宣布南部举行大选。大韩民国后于8月15日正式成立。此后，北方于9月9日宣告成立朝鲜民主主义人民共和国。:482-536:267-277:60-61

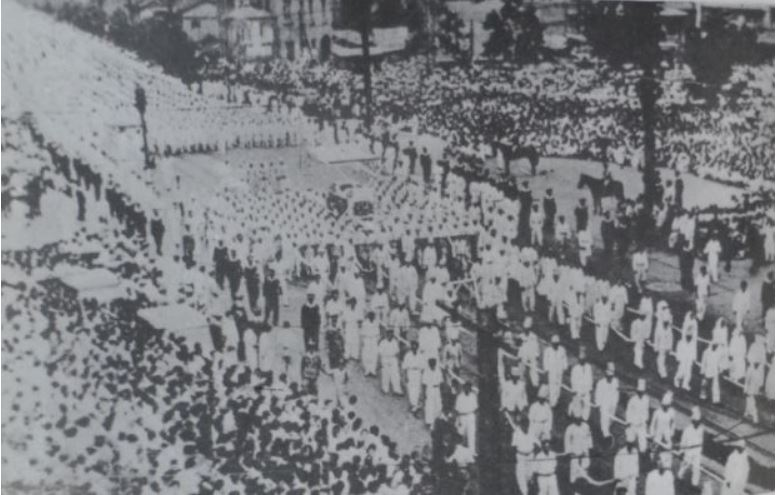
金九的葬礼

李承晚在南方掌权后开始了肃清反对势力的斗争。1949年3月，李承晚势力开始通过“国会间谍案”大批肃清反李势力，并称金九是“国会间谍案”的后台。1949年6月26日，金九在寓所被右翼青年陆军少尉安斗熙暗杀。时任韩国宪兵司令张兴在其死后发表的自传中说安斗熙是受时任李承晚政府国防部长官申性模的指示暗杀金九的。7月5日，韩国各界为金九举行了葬礼，将其葬于孝昌陵园。:536-:61-62

## 纪念
- 1962年3月1日，朴正熙政府追授金九大韩民国建国勋章，追尊其为韩国的国父[來源請求]。
- 1969年8月23日，首尔南山为金九立纪念铜像。
- 1990年8月15日，朝鲜民主主义人民共和国中央人民委员会追授金九祖国统一奖。
- 韩国首尔孝昌公园建有金九纪念馆。[11]

### 邮票纪念币
- 1983年，韩国发行了《爱国人士金九先生》纪念邮票1枚，2016年3月，发行了《白凡金九先生诞辰140周年纪念》纪念邮票。此外，韩国2015年8月15日发行的《统一的梦》邮票和小全张中亦有金九。[12]
- 1993年，朝鲜民主主义人民共和国发行的1套6枚《祖国统一奖获奖者》纪念邮票中的第2枚为金九。[12]
- 1995年8月15日，韩国发行《朝鲜半岛光复50周年》纪念币一套两枚。其中5000韩圆面值的纪念币背面为金九肖像。[12]

### 影视作品
- 描写褚辅成营救韩国国父金九事迹的中國电影《非常营救》，于2012年中國大陸上映。[13]
- 2015年上映的韩国电影《暗杀》中，主角均是虚构人物，而金九作为真实历史人物出现其中。
- 2017年上映的韩国电影《獄火重生：金昌洙》，劇情描述金九年輕時的故事，而金昌洙就是金九年輕時曾使用的名字。

## 家庭

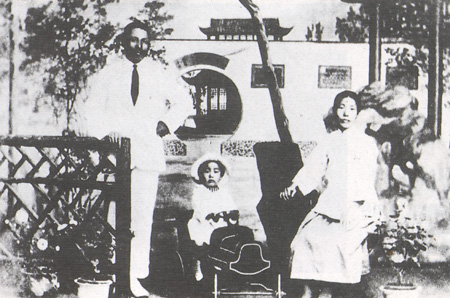
金九与夫人崔遵礼和长子金仁于上海，1921年

- 夫人：崔遵礼，本貫海州崔氏（朝鲜语：해주 최씨）[4]:48
  - 长子：金仁（朝鲜语：김인 (1917년)）（1917－1945）
  - 長媳：安美生，本貫順興安氏（朝鲜语：순흥 안씨）
    - 孫女：金孝子（1943－）

  - 次子：金信（1922－2016）
  - 次媳：林胤嬿，本貫平澤林氏（朝鲜语：평택 임씨）
    - 長孫：金振（朝鲜语：김진 (1949년)）（1949－）
    - 孫子：金揚（朝鲜语：김양 (1953년)）（1953－）
    - 孫子：金揮（1955－）
    - 孫女：金美（1957－）

## 著作
- 《白凡逸志（朝鲜语：백범일지）》7-80112-011-6

## 外部連結
- 白凡紀念館：金九傳記 （页面存档备份，存于）
- 白凡紀念社業會 （页面存档备份，存于）

| 官衔          | 官衔                                        | 官衔          |
| ------------- | ------------------------------------------- | ------------- |
| 前任： 洪震   | 大韩民国臨時政府首班 1926年12月 - 1928年8月 | 繼任： 李東寧 |
| 前任： 李東寧 | 大韩民国臨時政府主席 1940年3月 - 1947年3月  | 繼任： 李承晩 |